# Збиље (Медводе)
Збиље (словен. Zbilje) је насељено место у општини Медводе, Средњесловенска регија, Словенија.

## Историја
До територијалне реорганизације у Словенији биле су у саставу града Љубљане, односно стара општина Шишка.

## Становништво
У попису становништва из 2011. године, Збиље су имале 837 становника.
| Број становника према пописима | Број становника према пописима | Број становника према пописима |
| ------------------------------ | ------------------------------ | ------------------------------ |
| 1991                           | 2002                           | 2011                           |
| 504                            | 630                            | 837                            |